# Eupithecia coccinea
Eupithecia coccinea är en fjärilsart som beskrevs av András Vojnits 1981. Eupithecia coccinea ingår i släktet Eupithecia och familjen mätare. Inga underarter finns listade i Catalogue of Life.